# Xenia crenata
Xenia crenata is een zachte koraalsoort uit de familie Xeniidae. De koraalsoort komt uit het geslacht Xenia. Xenia crenata werd in 1997 voor het eerst wetenschappelijk beschreven door Reinicke. 